# Pic gorgeret
Chrysophlegma mentale
Espèce
Statut de conservation UICN

 NT  : Quasi menacé
Le Pic gorgeret (Chrysophlegma mentale)  est une espèce d'oiseaux de la famille des Picidae.

## Sous-espèces
D'après la classification de référence (version 14.2, 2024) du Congrès ornithologique international, cette espèce est constituée des sous-espèces suivantes (ordre phylogénique) :
- Chrysophlegma mentale humii Hargitt, 1889 — sud de la Birmanie, péninsule Malaise, Sumatra, Bangka et Bornéo ;
- Chrysophlegma mentale mentale (Temminck, 1826) — Java.